# Березівська сільська рада (Попаснянський район)
| Березівська сільська рада — колишній орган місцевого самоврядування у Попаснянському районі Луганської області з адміністративним центром у с. Березівське. Водоймища на території, підпорядкованій даній раді: річка Лугань. Сільській раді були підпорядковані населені пункти: - с. Березівське - с. Катеринівка - с-ще Молодіжне |

## Склад ради
Рада складалася з 19 депутатів та голови.

### Керівний склад ради
| ПІБ                        | Основні відомості                                                         | Дата обрання | Дата звільнення |
| -------------------------- | ------------------------------------------------------------------------- | ------------ | --------------- |
| Перепічай Віктор Тарасович | Сільський голова, 1950 року народження, освіта, член Партії регіонів      | 26.03.2006   | 31.10.2010      |
| Перепічай Віктор Тарасович | Сільський голова, 1950 року народження, освіта вища, член Партії регіонів | 31.10.2010   |                 |

Примітка: таблиця складена за даними джерела